# Теодерик I (граф на Отун)
Вижте пояснителната страница за други личности с името Теодорих.
Теодерик I или Теодорих I (на латински: Theodericus, Dietrich; на френски: Thierry Ier d'Autun, Theoderic I, * ок. 720, † ок. 793 или пр. 804) е през 8 век франкски граф на Отун, от 733 до 793 г. граф на Виен и Макон, основател на фамилията Вилхелмиди.

## Биография
Той е син на Теодорих, един от основателите на манастира в Прюм и роднина на Бертрада Стара.
След разгрома на арабската войска в битката при Поатие (732 г.), през 733 г. франкският майордом Карл Мартел подчинява за себе си Бургундия, раздава завоюваните владения на своите приближени, като графствата Макон и Виен дава на Теодерик.

## Фамилия
Теодерик I се жени между 742 и 750 г. за Алдана (Алда) (* 732 † 755 /пр. 804), дъщеря на Карл Мартел (Каролинги), и първата му съпруга Ротруда (690 – 724). Тя е сестра на Пипин III Къси († 768). Те имат децата:
- Теодоан († 826), граф на Отун и Макон 793 – 796
- Теодерих (II) († сл. 811)
- Адалелм (Алом) († сл. 804), граф на Отун
- син
- Вилхелм от Гелон (* 750/755, † пр. 815) (Светия), граф на Тулуза, маркиз на Септимания, от 806 г. монах в абатство Сен-Гелон-ле-Десерт
- Абба (Албана) († сл. 804); съпруг: вер. Нибелунг II († сл. 805), граф на Мадри или Хилдебранд II (от род Нибелунгиди)
- Берта (Бертана)